# Lynn Van den Broeck
Lynn Van den Broeck (Lokeren, 8 februari 1993) is een Vlaamse televisie- en theateractrice en presentatrice. Ze werd bij het grote publiek bekend door haar rol als ‘Viv’ in de soapserie Thuis (Vlaamse Radio- en Televisieomroeporganisatie).

## Biografie
Van den Broeck is enig kind en doorliep haar kleuter- en lagere school in de Boskesschool te Lokeren. Ze vervolgde haar studies in het tso in het Technisch Atheneum Lokeren.
Ze koos voor de richting woordkunst-drama tijdens de laatste jaren van haar humaniora (SKI Gent, 2009–2013) en trok aansluitend naar Leuven om daar een hogere opleiding Drama te volgen aan LUCA School of Arts (2014–2018). Van den Broeck behaalde in 2018 niet enkel met onderscheiding haar masterdiploma in de Dramatische Kunst, maar studeerde ook met onderscheiding af als leerkracht. Haar diploma als leerkracht leverde Lynn in 2018 de positie van leerkracht Drama op aan de academie van Tienen. Ze werkte daar gedurende een jaar en tot op heden geeft ze er ook nog steeds meerdere uren per week les als leerkracht Woord.
Ervaring op de planken deed ze op tijdens haar opleiding aan het LUCA. Zo was ze als tweedejaarsstudente te zien in ‘CIRCUM MORTIS’, een voorstelling van theaterspeler en -maker Johan Knuts rond het oeuvre van de Poolse theaterlegende Tadeusz Kantor. Van den Broeck stond met deze voorstelling ook op de bühne tijdens een theaterfestival in Polen. Haar stage doorliep ze bij het theatergezelschap NUNC, waar ze optrad als ‘Marie-Antoinette’ in het stuk Elk alleen, een voorstelling over de Franse Revolutie in een regie van Benjamin Van Tourhout.
In mei 2019 maakte ze voor het eerst haar opwachting op de set van de soapserie Thuis (VRT, Eén), waar ze gecast werd voor de rol van ‘Viv’.
In 2021 speelde ze Lady Marian in de musical Robin Hood en Ik van Deep Bridge.
In de zomer van 2024 is ze presentatrice van het ochtendblok op radiozender Qmusic. In 2024 was ze te zien als grote fan in De Verraders: De Ronde Tafel en als gastspeurder in The Masked Singer in aflevering 6.

## Privé
Sinds maart 2020 heeft Van den Broeck een relatie met haar Thuis-collega en zanger Mathias Vergels. Het koppel woont samen in het Vlaams-Brabantse Sint-Genesius-Rode.